# کارائیب
منطقه کارائیب که ناحیه آنتیل هم نامیده می‌شود، نام منطقه‌ای در قاره آمریکا است که همچنین به عنوان جزیره نیز از آن یاد می‌شود.

## موقعیت جغرافیایی
منطقه کارائیب، شامل دریای کارائیب، جزایر این دریا و کرانه‌های مجاور این دریا می‌شود. منطقه کارائیب، در جنوب شرقی آمریکای شمالی، و در خاور آمریکای مرکزی و در شمال باختری آمریکای جنوبی قرار گرفته‌است. سه آبخوست بونیر، سینت یوستیشس و سابا که جزایر کارائیب هلند هم خوانده می‌شوند، جزو قلمرو پادشاهی هلند است.

## تاریخچه
کارائیب نماد تاریخ استعمار است.

## فرهنگ
یکی از ویژگی‌های اصلی فرهنگی این منطقه، اختلاط فرهنگ‌های گوناگون است که باعث گسستگی و گسیختگی زبانی و مکانی بین جوامع آن شده‌است.

## اقتصاد
جزایر کارائیب «گریزگاه مالیاتی» بسیاری از شرکت‌های چندملیتی است. این شرکت‌ها با ثبت شرکت‌های زیرمجموعه خود در این جزایر، مبالغی بسیار کمتری بابت «مالیات بر درآمد» در کشورهایی که به آن تعلق دارند، می‌پردازند.

## نگارخانه

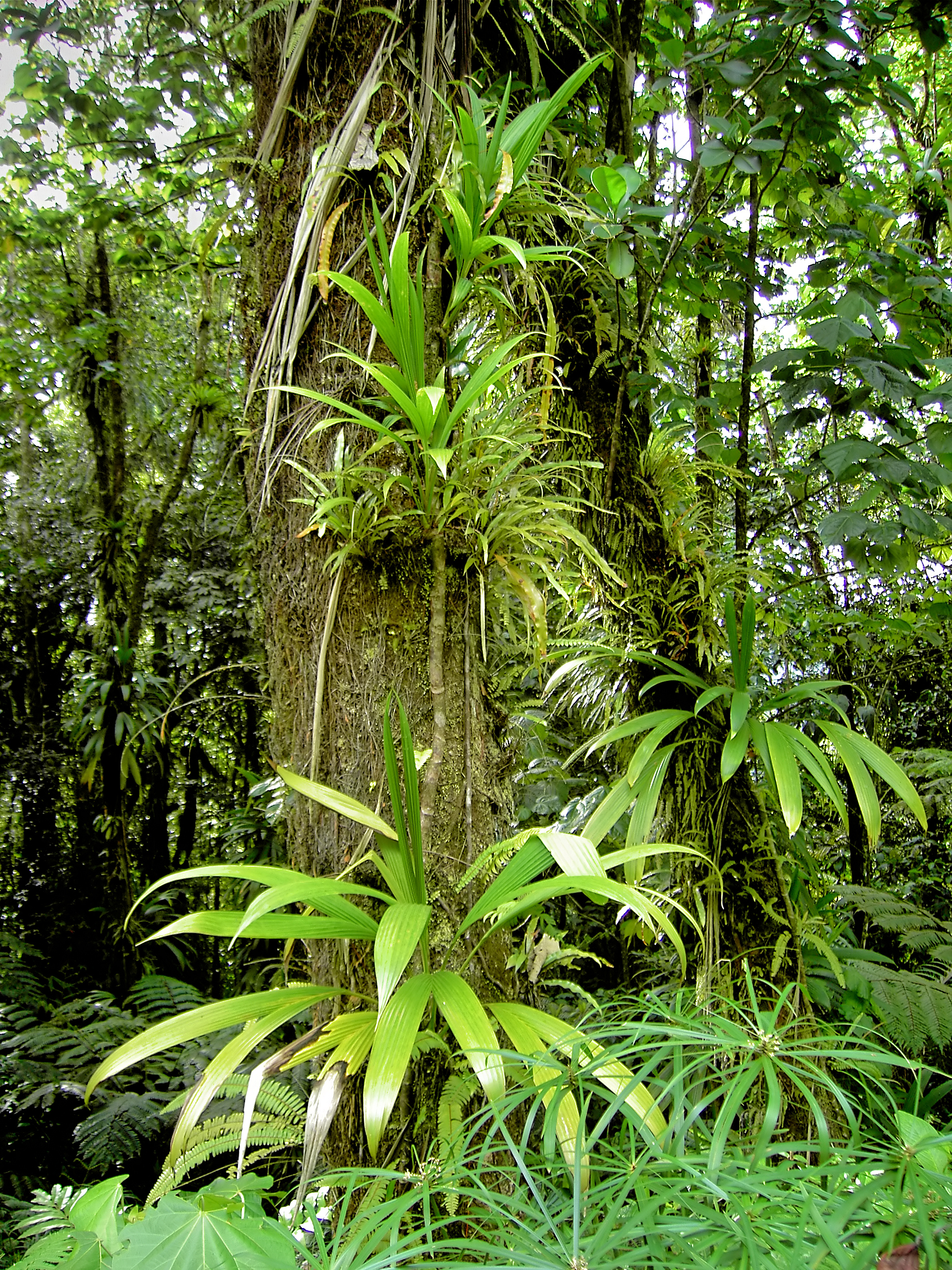
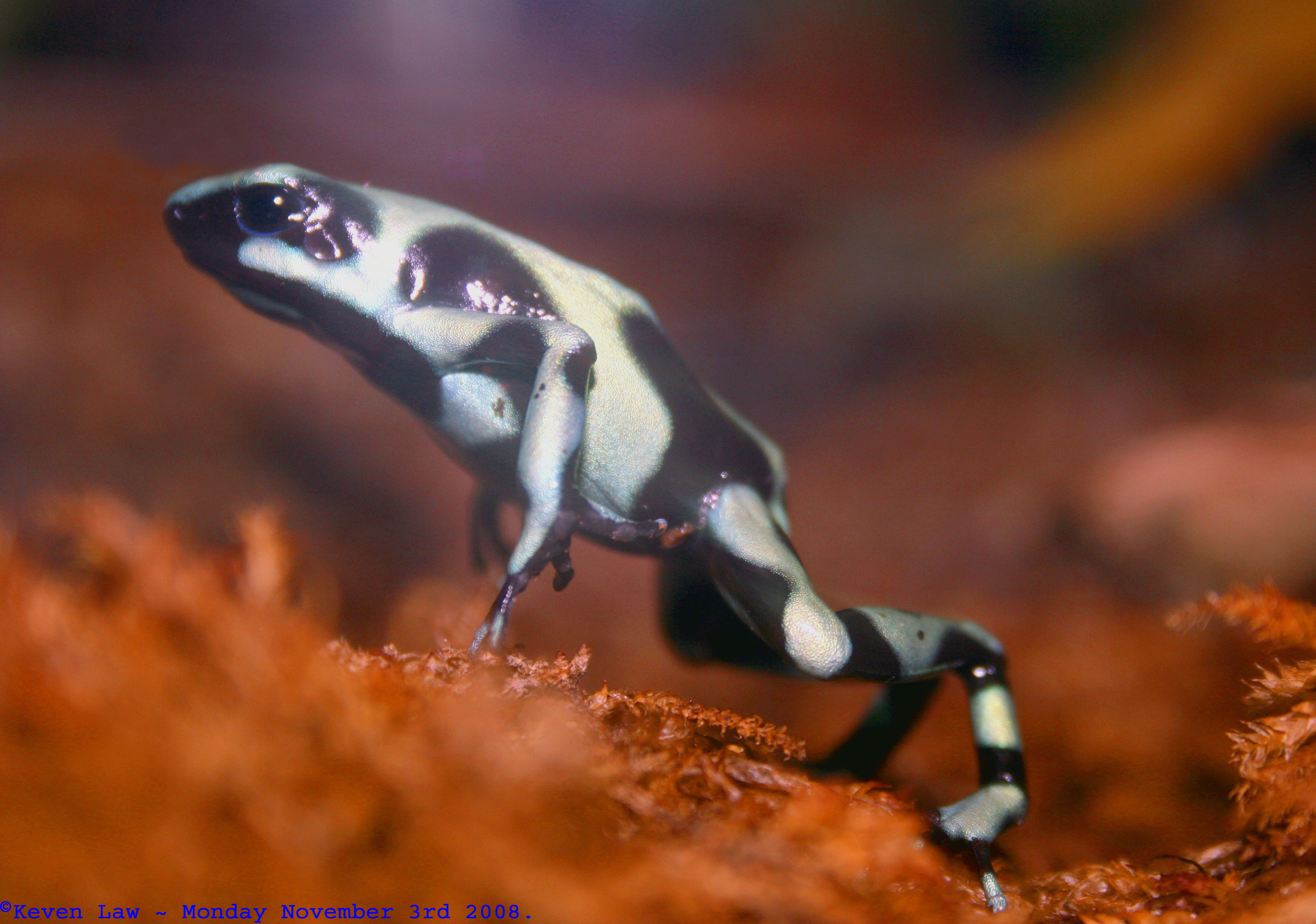
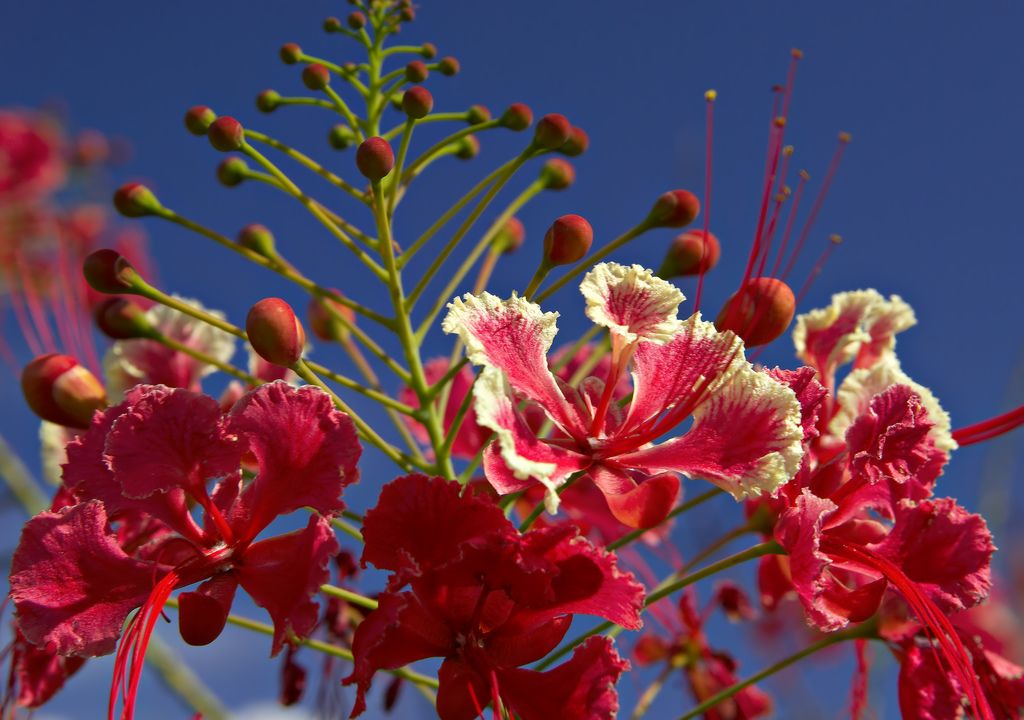
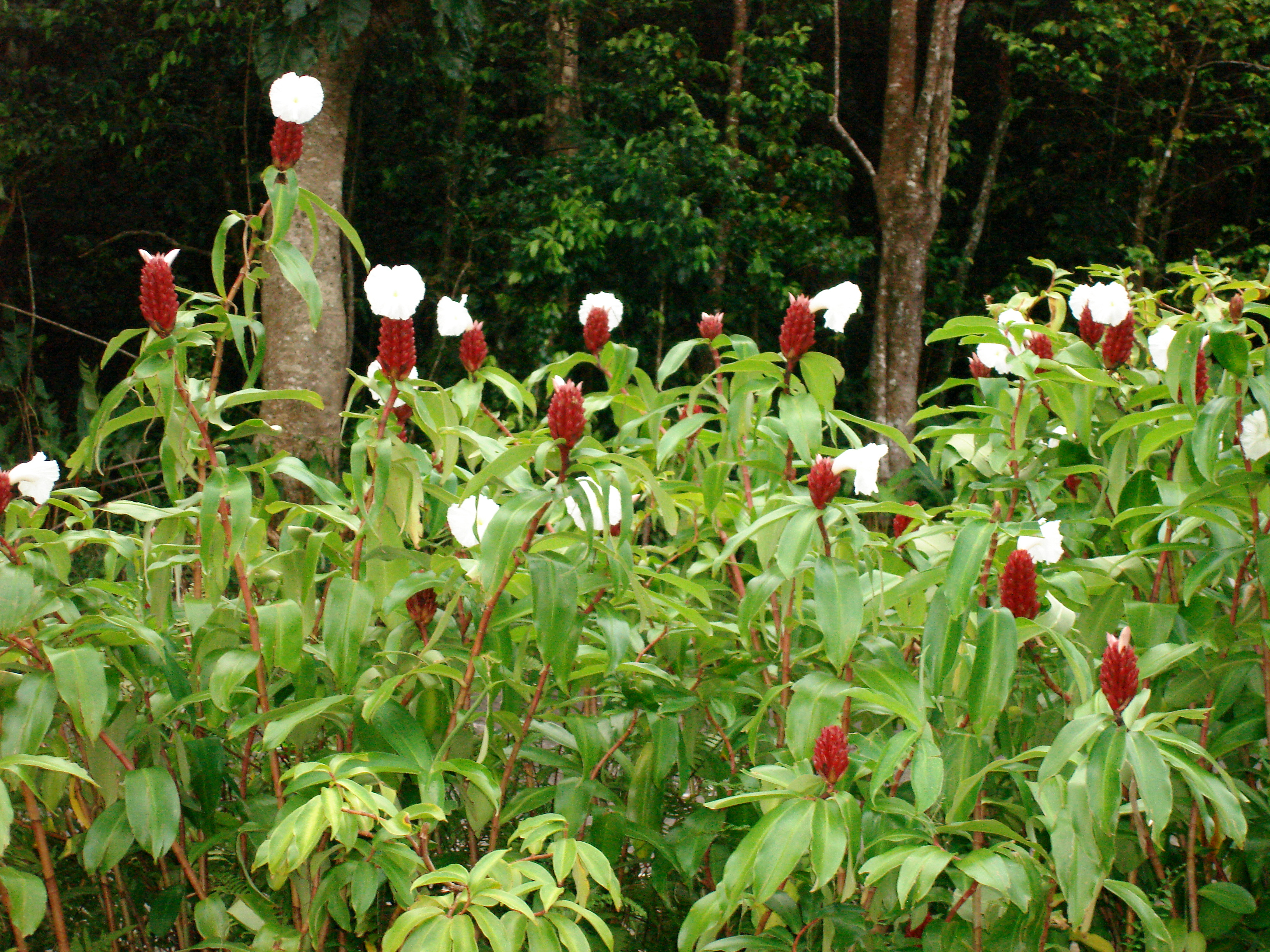
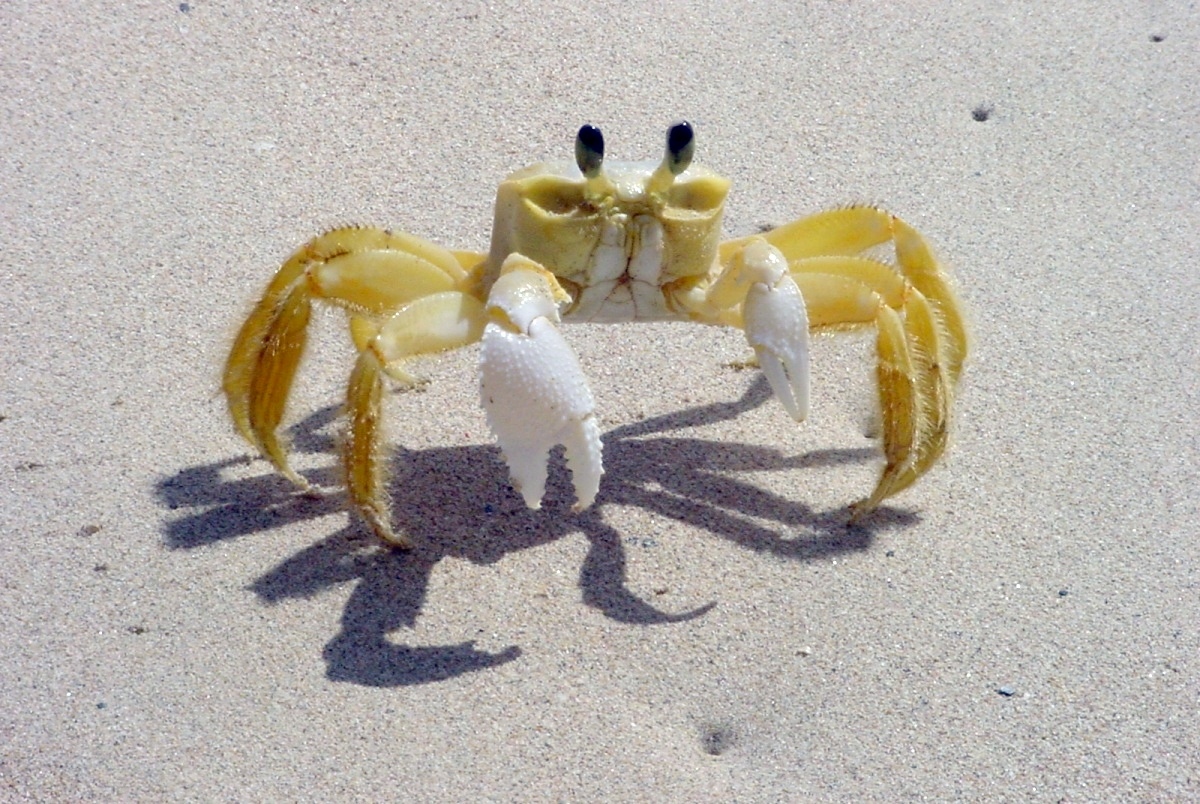
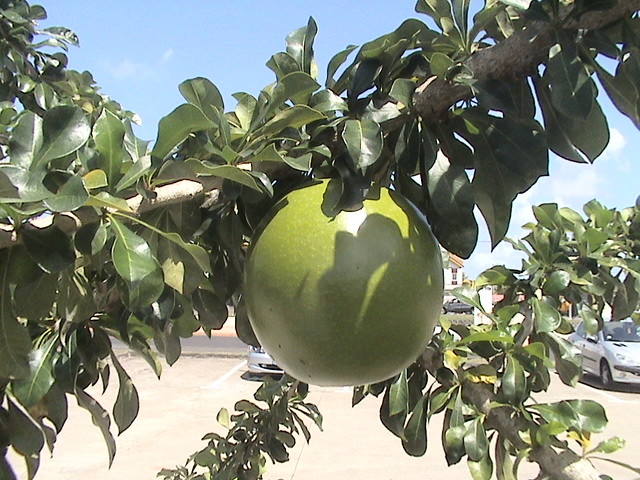
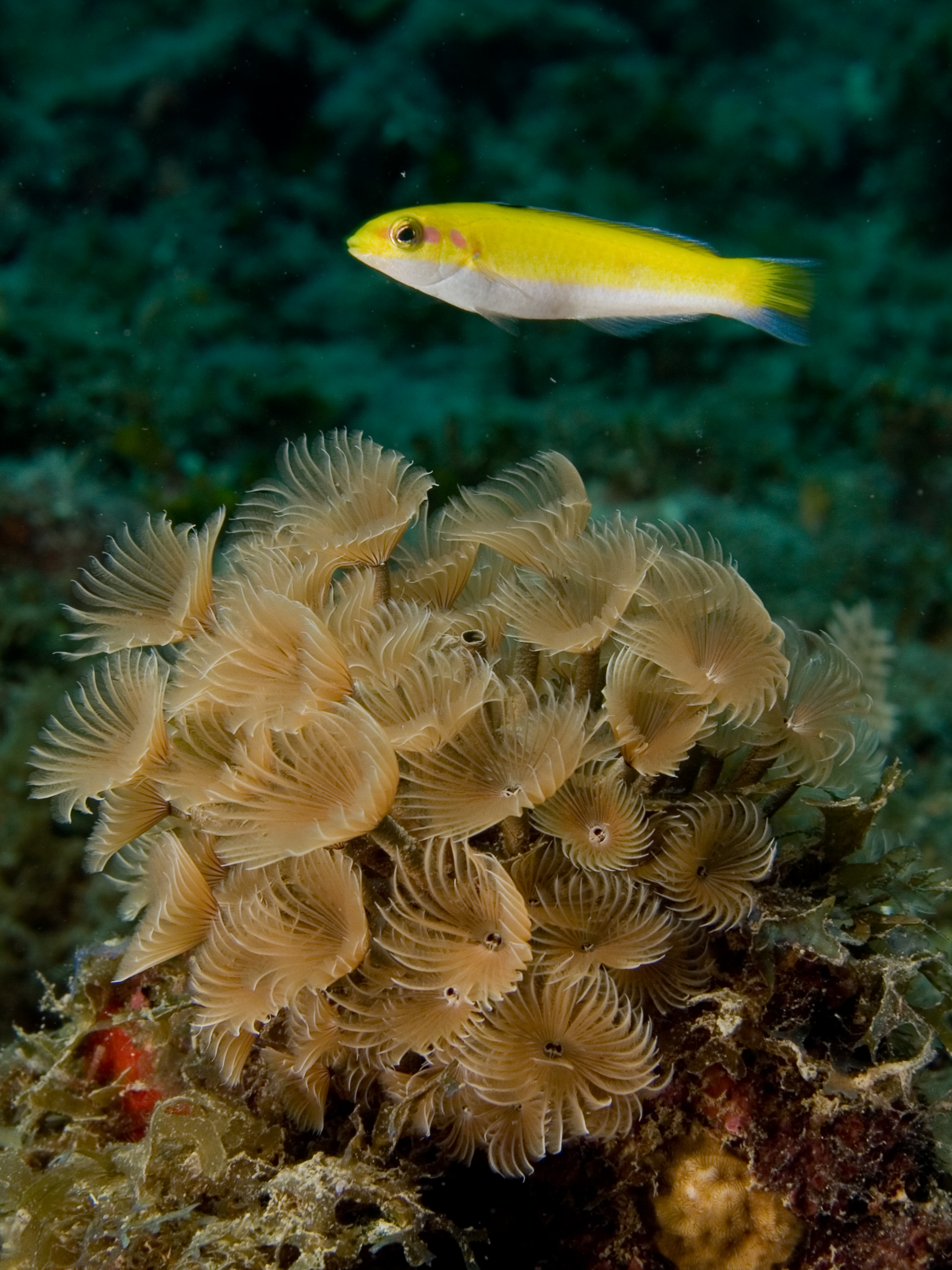
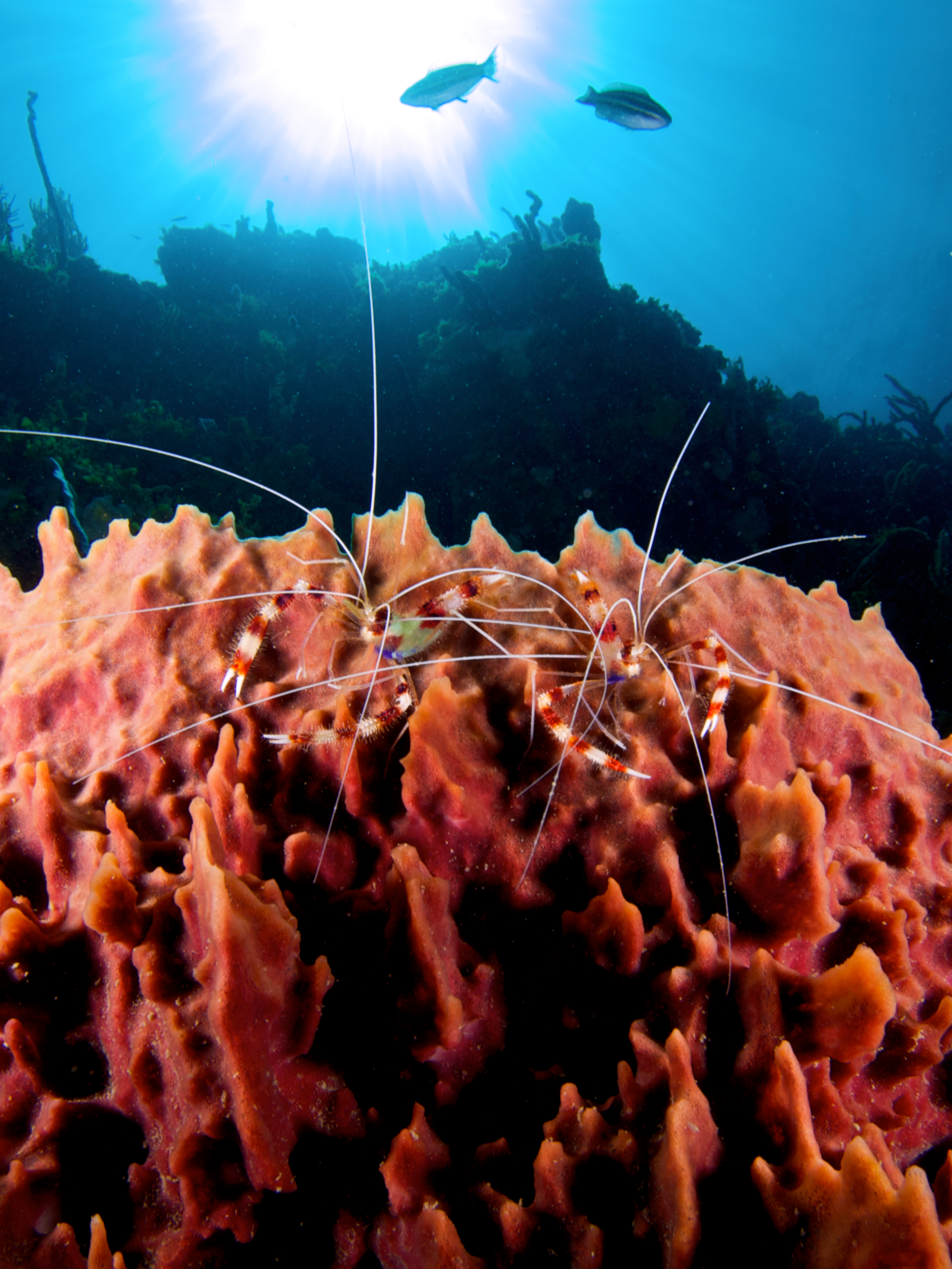
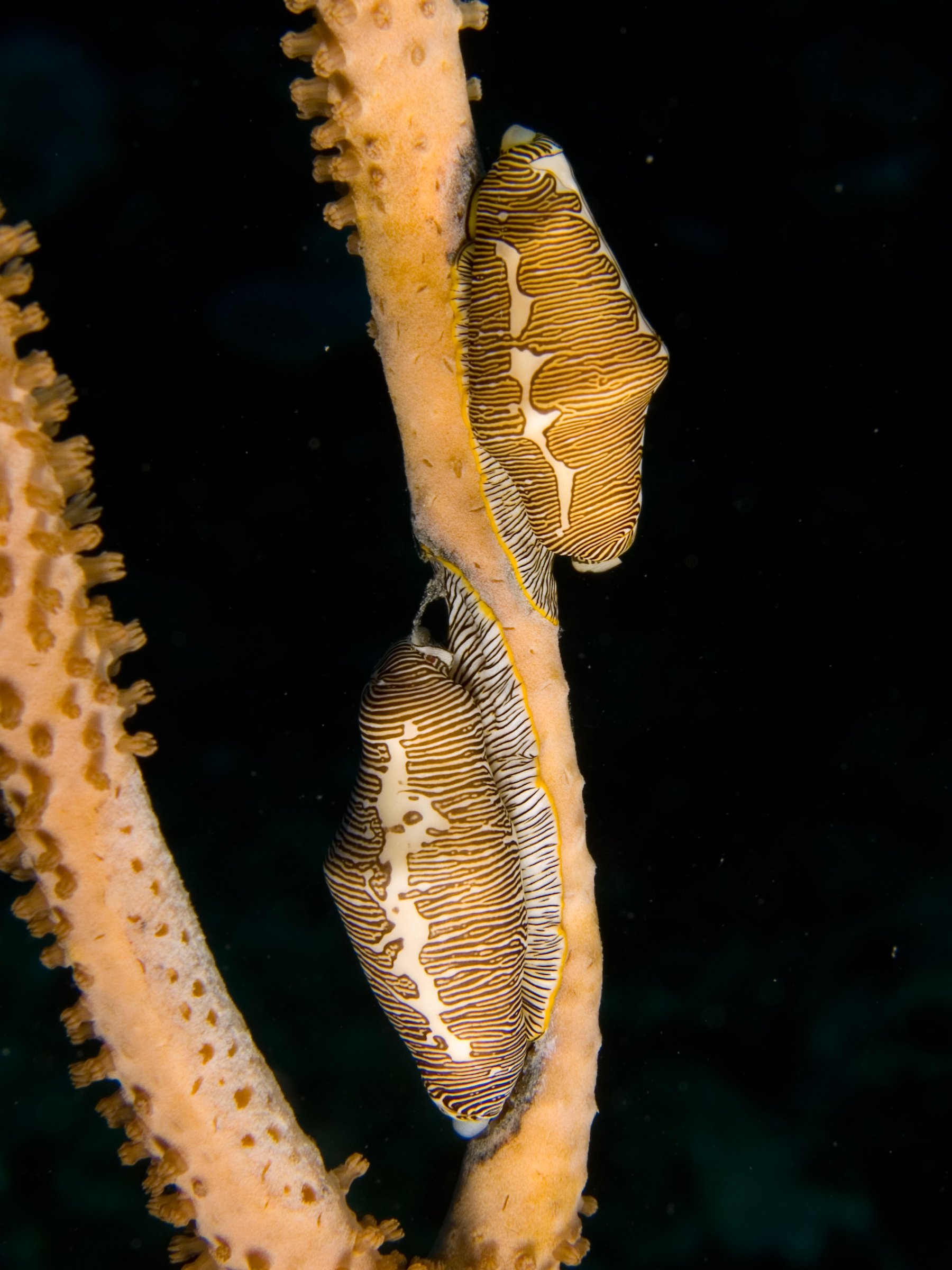
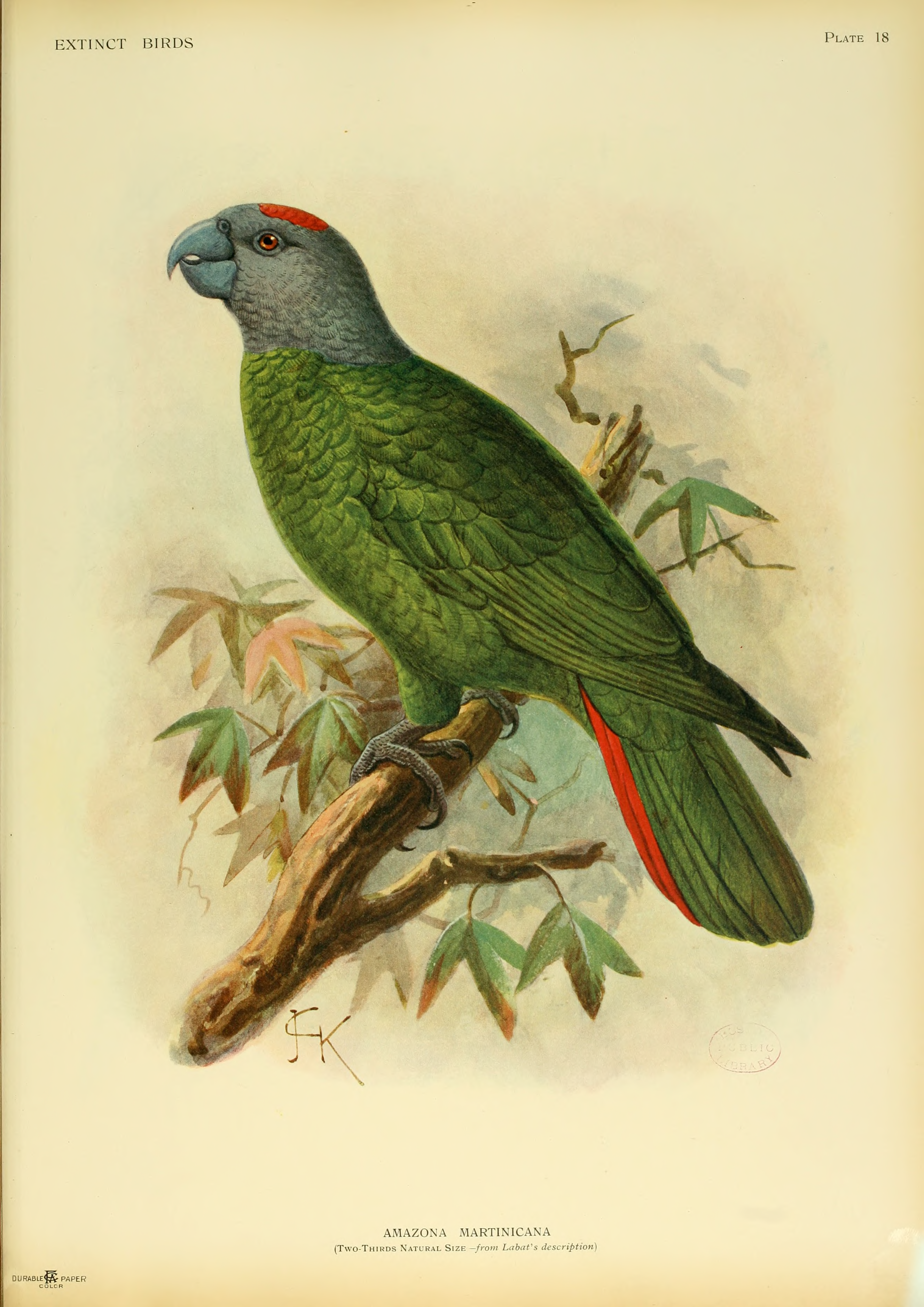
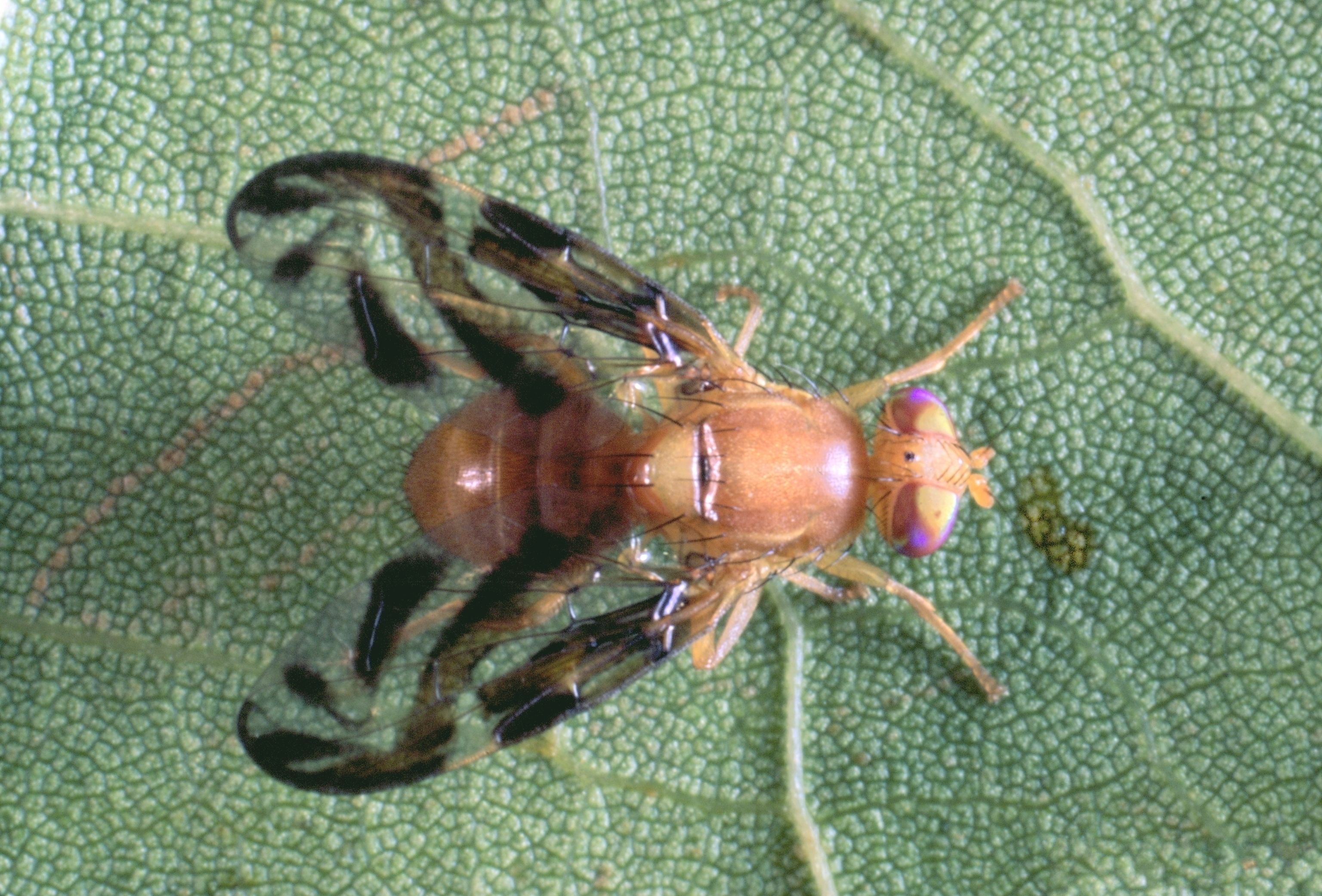
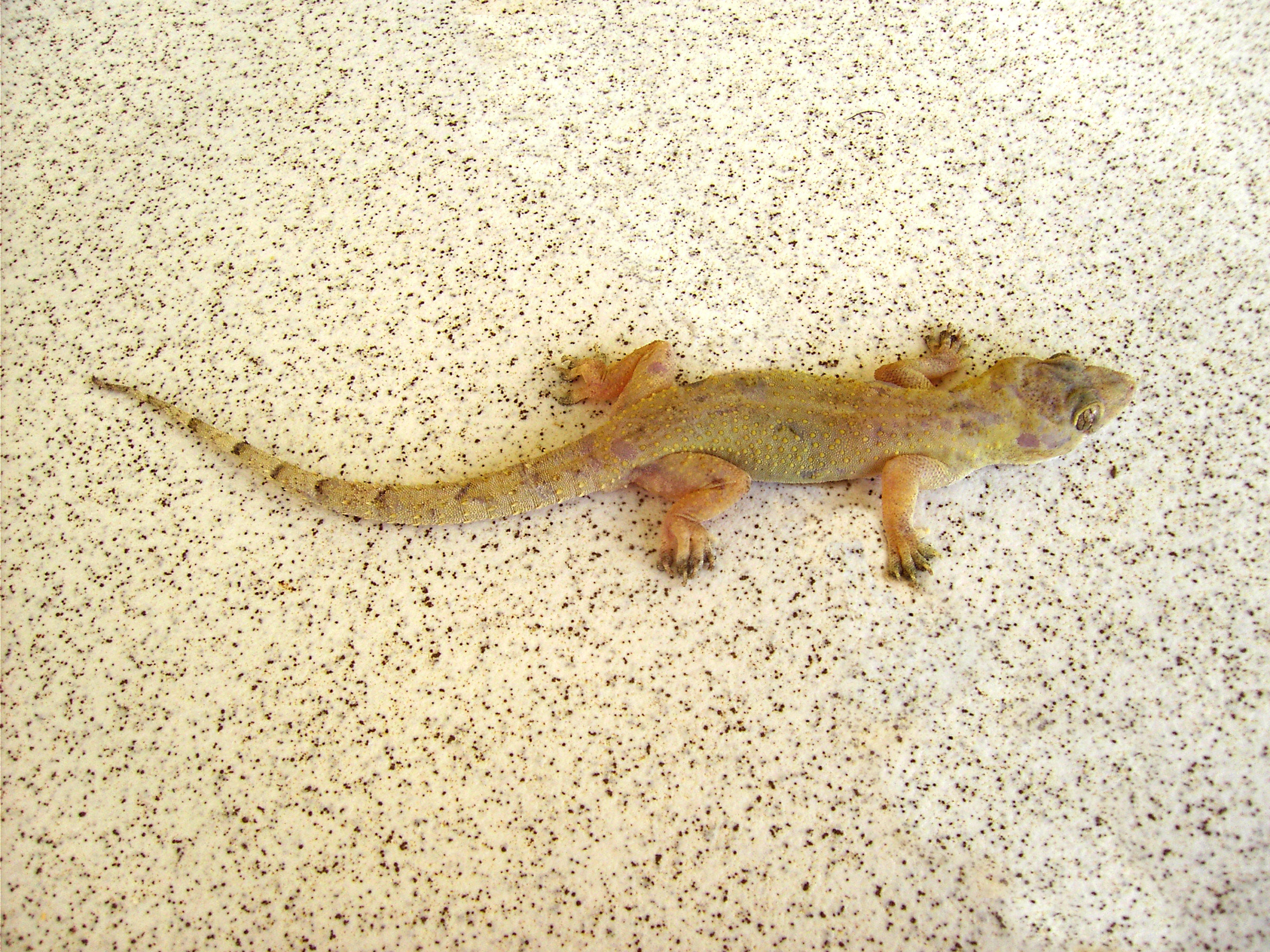

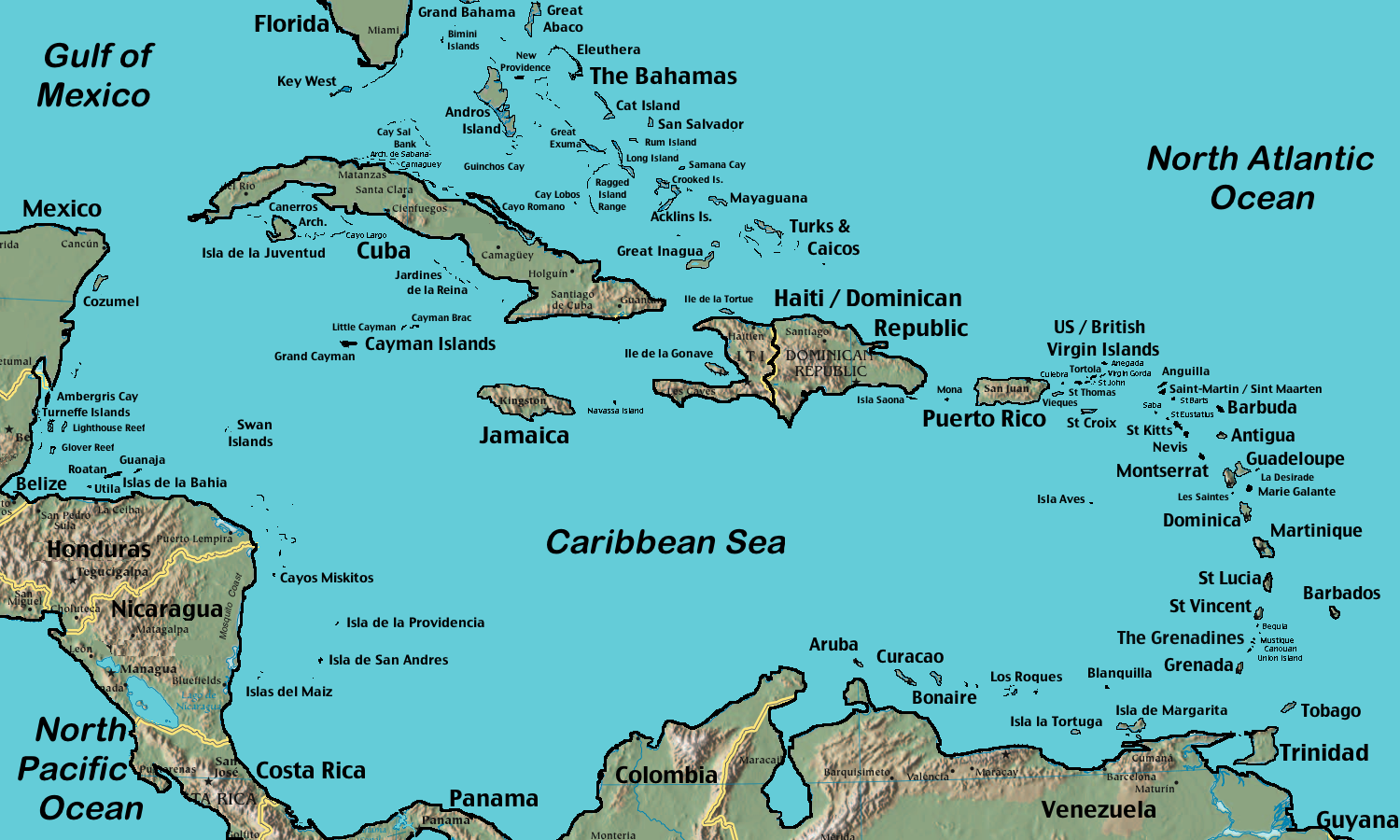
جزایر دریای کارائیب

## دسته‌بندی جزایر
| لوکایی             |  | |
| مجمع‌الجزایر لوکایی |  | این مجمع‌الجزایر در غرب اقیانوس اطلس، شمال آنتیل، شرق و جنوب شرق فلوریدا و در شمال خط استوا واقع شده‌است.منطقه لوکایی دربرگیرنده باهاما و جزایر تورکس و کایکوس (بریتانیا) است. رهبران باماها و تورکس و کایکوس در سال ۲۰۱۰ در مورد امکان تشکیل یک فدراسیون میان دو واحد سیاسی بحث و گفتگو کردند. |
| آنتیل بزرگ         |  | |
| آنتیل بزرگ         |  | نزدیک به ۹۰ درصد از مساحت خاکی منطقهٔ کارائیب و همچنین ۹۰ درصد جمعیت انسانی این منطقه در این جزایر قرارگرفته‌است. دربرگیرنده کوبا، هیسپانیولا ( هائیتی و جمهوری دومینیکن)، جامائیکا، جزایر کیمن (بریتانیا)، و پورتوریکو (مشترک‌المنافع آمریکا). |
| آنتیل کوچک         |  | |
| جزایر بادپناه      |  | اطلاق نام بادپناه به این جزایر به‌این خاطر است که این گروه از جزیره‌ها نسبت به باد غالب منطقه که از شمال شرقی می‌وزد در پشت جزایر بادگیر قرار گرفته‌اند. دربرگیرنده جزایر ویرجین ایالات متحده، جزایر ویرجین انگلستان، آنگویلا (بریتانیا)، آنتیگوآ و باربودا، سن مارتن، ( سنت مارتین فرانسه، سنت مارتین هلند)، سابا (هلند)، سینت یوستیشس (هلند)، سنت بارثلمی (فرانسه)، سنت کیتس و نویس، مونتسرات (بریتانیا)، جزیره گوادلوپ (فرانسه). |
| جزایر بادگیر       |  | اطلاق نام بادگیر به این جزایر به‌این خاطر است که این گروه از جزیره‌ها نسبت به باد غالب منطقه که از شمال شرقی می‌وزد رو به سوی باد قرار گرفته‌اند. دومینیکا، مارتینیک (فرانسه)، سنت لوسیا، سنت وینسنت و گرنادین‌ها، گرنادا، باربادوس، و ترینیداد و توباگو. |
| آنتیل بادپناه      |  | دربرگیرنده آروبا، کوراسائو و بونیر که هر سه جزئی از پادشاهی هلند هستند. در هلندی به این جزایر Benedenwindse Eilanden به معنی جزایر زیر باد (بادپناه) می‌گویند. تقسیم‌بندی جزایر آنتیل بر پایه بادگیر و بادپناه در زبان انگلیسی با تقسیم‌بندی‌های آن در زبان‌های هلندی، فرانسوی، آلمانی تفاوت دارد. تقسیم‌بندی‌های ارائه‌شده در اینجا بر اساس زبان انگلیسی انجام شده‌است.                                                                 |

## کشورها
| آروبا · آنتیگوآ و باربودا · آنتیل هلند · آنگویلا · باربادوس · باهاما · برمودا · بلیز |  | پاناما · پورتوریکو · ترینیداد و توباگو · جزایر تورکس و کایکوس · جامائیکا · دومینیکا · جمهوری دومینیکن · سنت کیتس و نویس |  | سنت لوسیا · سنت وینسنت و گرنادین‌ها · سورینام · کاستاریکا · جزایر کیمن · کوبا · گرنادا · گواتمالا |  | جزیره گوادلوپ · مارتینیک · مونتسرات · نیکاراگوئه · جزایر ویرجین انگلستان · جزایر ویرجین ایالات متحده · هائیتی · هندوراس |  |